# Юридична відповідальність
Юридична відповідальність — різновид соціальної відповідальності, який закріплений у законодавстві і забезпечуваний державою юридичний обов'язок правопорушника пізнати примусового позбавлення певних цінностей, що йому належать. Іншими словами, це застосування до винної особи примусових заходів за вчинене правопорушення.

## Співвідношення соціальної та юридичної відповідальності
Юридична відповідальність є основним і самостійним різновидом соціальної відповідальності.
Єдиною підставою юридичної відповідальності є вчинення особою правопорушення за умови наявності правової (договірно-правової) норми, що встановлює міру відповідальності за нього.
| Ознака                      | Юридична відповідальність                                                 | Соціальна відповідальність                                                                        |
| --------------------------- | ------------------------------------------------------------------------- | ------------------------------------------------------------------------------------------------- |
| Призначається               | компетентними органами держави                                            | недержавними структурами                                                                          |
| Регламентуються             | правовими нормами                                                         | соціальними нормами                                                                               |
| Має                         | примусовий характер                                                       | як правило, не є засобом примусу                                                                  |
| Застосування відповідно до  | нормативно закріпленого процесу                                           | у довільному порядку                                                                              |
| Вид та форма                | визначений                                                                | довільний                                                                                         |
| Обов'язки                   | породжує доповнювальний обов'язок                                         | націлені на реалізацію основного обов'язку                                                        |
| Відповідальність            | наступає за правопорушення та є його наслідком                            | пов'язуються з порушенням соціальних норм                                                         |
| Пов'язана з                 | державно-владною діяльністю                                               | засобами громадського впливу                                                                      |
| Призначається відповідно до | санкції правової норми                                                    | вільного уявлення — соціальні норми не мають відповідних структурних елементів                    |
| Незворотність дії           | настає незалежно від розуміння змісту норм суб'єктами та ставлення до них | настають лише в результаті порушення норм у залежності від розуміння їх змісту і ставлення до них |
| Вид                         | виключно правовий характер                                                | існують у різних видах                                                                            |

Юридична відповідальність має своєю метою захист справедливості.
Юридична відповідальність — реалізація санкції. Позиція інших науковців полягає в тому, що вони розглядають юридичну відповідальність у нерозривному зв'язку з санкцією правової норми і визначають її як реалізацію санкції. Л. С. Явич: «У самому простому підході, юридична відповідальність — це застосування відповідної санкції порушеної правової норми». Е. Лейст стверджує: «Широко поширене визначення юридичної відповідальності як реалізації санкцій».
Юридична відповідальність — захід державного примусу. І. С. Самощенко і М. X. Фарукшин розуміють під юридичною відповідальністю державний примус до виконання вимог права, що містить осуд діяння правопорушника державою і суспільством.
Ознаками юридичної відповідальності, на думку авторів, є осуд правопорушника і державний примус (головна ознака, на думку авторів). «Юридичною відповідальністю називається застосування до осіб, які вчинили правопорушення, передбачених законом заходів примусу у встановленому для цього процесуальному порядку».
Не всякий правовий примус слід визнавати юридичною відповідальністю. Юридична відповідальність — не єдиний засіб впливу на правопорушника; існують й інші ефективні заходи правового впливу, що мають на меті захист і відновлення суспільних відносин. У теорії права ці заходи отримали назву заходів захисту.

## Підстави юридичної відповідальності
Підстави юридичної відповідальності — це сукупність обставин, наявність яких робить юридичну відповідальність можливою і необхідною. Відсутність сукупності таких обставин виключає таку відповідальність.
В юридичній науці відрізняють форми підстави:
- притягнення до юридичної відповідальності;
- настання юридичної відповідальності.

Підстави притягнення до юридичної відповідальності — сукупність обставин, наявність яких робить юридичну відповідальність можливою. Такими є:
1. Наявність складу правопорушення — фактична підстава.
2. Наявність норми права, що прямо передбачає склад правопорушення — нормативна підстава.

Приклад
Кримінальна відповідальність є кримінально-правовим поняттям. Вона пов'язана з кримінальним покаранням особи. Її основою в правовій державі є правовідношення, однією із сторін якого є особа, яка вчинила кримінальне правопорушення, а тому зобов'язана понести у зв'язку з цим певні правові обмеження, а другою — держава з її правом публічного засудження винного і призначення законного, обґрунтованого і справедливого покарання. Де правовідношення виникає з моменту вчинення кримінального правопорушення. Таким чином, не органи держави, а закон покладає на винного кримінальну відповідальність. Суд своїм обвинувальним вироком лише констатує наявність кримінально-правового відношення і від імені держави покладає на винного покарання.
Підстави настання юридичної відповідальності — це сукупність обставин, наявність яких робить юридичну відповідальність належною.
Такими підставами є:
1. Факт учинення небезпечного діяння (правопорушення) — фактична підстава. Тобто наявність здійснення суспільно шкідливої або суспільно небезпечної поведінки.
2. Наявність норми права, яка забороняє таку поведінку та встановлює відповідні санкції — нормативна підстава.
3. Відсутність підстав звільнення від юридичної відповідальності — в законах можуть міститися вказівки про обставини, що виключають неправомірність діяння і, отже, відповідальність (наприклад, крайня необхідність, необхідна оборона або перебування у стані неосудності);.
4. Наявність правозастосовного акта — рішення компетентного органу, яким покладається юридична відповідальність, визначаються вид та міра державного впливу — процесуальна підстава[4].

За загальним правилом суб'єкт правопорушення є суб'єктом юридичної відповідальності (“відповідальність за наявності вини”). Але не завжди суб'єкт правопорушення стає суб'єктом юридичної відповідальності. Цивільне право передбачає випадки, коли відповідальність настає без наявності вини:
- за договором — у разі якщо збитки, заподіяні однією стороною іншій, відшкодовані безпосередньо нею чи третьою стороною;
- за законом — у разі об'єктивно протиправного діяння, наприклад, батьки або усиновителі чи опікуни несуть відповідальність за шкоду, заподіяну їх малолітніми дітьми.

## Стадії механізму покладання юридичної відповідальності
Покладання юридичної відповідальності відбувається в наступному порядку:
1. стадія загального стану — виникнення підстав для притягнення до юридичної відповідальності;
2. стадія притягнення до юридичної відповідальності — встановлення суб'єкта правопорушення і дослідження обставин вчинення протиправного діяння;
3. стадія встановлення юридичної відповідальності — ухвалення рішення про вид і міру відповідальності. Наприклад, вирок суду в кримінальній справі, рішення суду в цивільній справі, протокол щодо адміністративного правопорушення, наказ керівника організації, установи щодо результатів адміністративного (службового) розслідування;
4. стадія настання юридичної відповідальності — накладання стягнення або виконання покарання. Повна реалізація юридичної відповідальності особи настає з виконанням встановленого рішення чи з відбуванням встановленого судом покарання.

## Цілі і функції юридичної відповідальності
|                                                          | Допоки суспільство не встановить, до чого воно дійсно прагне: спокути, ізоляції, виховання чи настрашення потенційних злочинців, - у нас не буде ні спокути, ні виховання, ні настрашення, а тільки плутанина, в якій один злочин породжує інший.Оригінальний текст (рос.) До тех пор, пока общество не установит, чего же оно действительно хочет: искупления, изоляции, воспитания или устрашения потенциальных преступников,- у нас не будет ни искупления, ни воспитания, ни устрашения, а только путаница, где одно преступление порождает другое. - Н. Винер |
| — Норберт Вінер, "Кібернетика та суспільство" (М., 1958) | |

Цілі юридичної відповідальності — це конкретний прояв загальних цілей права (закріплення, врегулювання та охорона суспільних відносин).
Цілі юридичної відповідальності передбачають:
- Забезпечення прав та свобод суб'єктів шляхом їх гарантування, охорони та відновлення.
- Охорона та захист суспільного порядку шляхом запобігання правопорушенням та перевиховання правопорушників.
- Захист правопорядку та виховання громадян шляхом створення умов для покарання винних осіб та їх перевиховання; здійснення правової пропаганди та визначення переваг правомірної поведінки.
- Компенсація спричиненої порушенням шкоди та відновлення порушених суб'єктивних прав.
- Запобігання скоєнню правопорушень у майбутньому.

Функції юридичної відповідальності — це основні напрями впливу на суспільство, завдяки яким досягається мета відповідальності та які визначають її призначення як засобу забезпечення суспільного порядку. Основними функціями юридичної відповідальності є наступні:
- Репресивно-каральна функція свідчить про те, що юридична відповідальність є уособленням негативної реакції держави на скоєне правопорушення; це акт покарання від імені держави та засіб запобігання нових правопорушень. Покарання реалізується або шляхом зміни правового статусу порушника завдяки обмеженню його прав та свобод, або ж шляхом покладення на нього доповнюючих обов'язків.
- Правопоновлююча функція протистоїть формальному покаранню винного та спрямована на забезпечення порушеного інтересу і поновлення порушених протиправною поведінкою суспільних відносин. Як правило, ця функція характеризує майнову відповідальність. Стягнення збитків з правопорушника компенсує втрати потерпілої сторони та поновлює її майнові права. Ця функція націлена також на примусове виконання невиконаних обов'язків.
- Виховна функція спрямована на формування у суб'єктів потреби правомірної поведінки та усвідомленого ставлення до наданих прав і покладених обов'язків. Ця функція сприяє зміцненню у громадян віри у справедливість, у захист належних їм прав і свобод, підвищує рівень правової культури громадян, правову дисципліну та активність у сфері права. Виховна функція має дві форми — загальнопревентивну, що націлена на виховання у громадян поваги до закону, та спеціальнопревентивну, що націлена на перевиховання самого правопорушника.
- Регулятивна функція. Її змістом є забезпечення регулювання суспільних відносин шляхом запобігання правопорушенням, покарання винних у їх скоєнні осіб та відновлення порушених внаслідок правопорушень прав і законних інтересів[5]

## Принципи юридичної відповідальності
Принципи юридичної відповідальності — це вимоги до юридичної відповідальності, які визначають її зміст, функції, підстави, гарантії, процедури здійснення.
Форма закріплення принципів юридичної відповідальності може бути прямою — шляхом фіксування в тексті нормативно–правового акта, або опосередкованою іншими джерелами права.

### Принцип справедливості
Передбачає:
- Умови та підстави притягнення до юридичної відповідальності та її здійснення повинні бути рівними для всіх суб'єктів, які вчинили правопорушення.
- Юридична відповідальність спрямована на відновлення прав, свобод і законних інтересів, порушених винною особою.
- Санкція завжди повинна відповідати рівню соціальної небезпечності та тяжкості вчинку.
- За вчинене правопорушення повинна відповідати тільки та особа, яка його вчинила, за умови доведення її провини. Особа може бути притягнута до юридичної відповідальності лише за її власні дії. Виняток становить тільки протиправна поведінка неповнолітніх, які завдали майнової шкоди. В цьому випадку згідно з цивільним правом] юридичну відповідальність несуть їх батьки.
- Закон, що встановлює чи посилює відповідальність не має зворотної сили. Засуджена особа звільняється від відповідальності за скоєння злочину, якщо набрав чинності новий закон, який скасовує покарання за таке діяння.
- Слід враховувати обставини, які обтяжують та пом'якшують відповідальність.
- Заходи відповідальності не повинні принижувати людської гідності. Державно-примусові заходи повинні ґрунтуватися на принципі гуманізму, згідно з яким виключається можливість вибору жорстких та негуманних заходів впливу на винну особу.
- До винної особи можна застосовувати лише одне покарання одного виду відповідальності за вчинення нею одного правопорушення. При цьому особа може нести одночасно різні види відповідальності: кримінальну та цивільну, адміністративну та дисциплінарну тощо.

### Принцип законності
Принцип законності полягає в тому, що як правопорушення розглядаються тільки ті діяння, які передбачені чинним законодавством. Відповідно до ч.2 ст.58 Конституції України ніхто не може відповідати за діяння, які на час їх вчинення не визнавались законом правопорушеннями.
Передбачає:
- Притягнення до юридичної відповідальності здійснюється лише на підставі закону за правопорушення, що набрав чинності і був доведений до загального відома.
- Фактичною підставою юридичної відповідальності є правопорушення — винне протиправне діяння, скоєне деліктоздатною особою;
- Притягувати до юридичної відповідальності можуть тільки уповноважені законом органи і тільки в установленому законом порядку.
- Міра покарання за скоєне правопорушення чітко обмежується санкцією норми права і може бути пом'якшена, але не повинна перевищувати верхньої межі санкції.
- Реалізація юридичної відповідальності здійснюється у встановленій законом процесуальній формі.

### Принцип невідворотності
Принцип невідворотності полягає у тому, що правопорушення повинно обов'язково за будь-яких умов тягти за собою відповідальність правопорушника.
Якщо правопорушення скоєне, а відповідальність не настала, то це спричиняє шкоду авторитету закону та влади.
Впровадження в суспільну свідомість уявлення про неминучість покарання за порушення норми права є важливим виховним і попереджувальним правопорушення фактором.
Головний зміст принципу невідворотності полягає в тому, ніхто не може бути звільнених від відповідальності без законних підстав.

### Принцип доцільності
Принцип доцільності полягає у відповідності заходів покарання цілям юридичної відповідальності.
Заходи покарання повинні відповідати тяжкості вчиненого правопорушення з урахуванням вимоги індивідуалізації відповідальності.
Принцип доцільності гарантується правом правоохоронних та судових органів обирати і застосовувати більш доцільну санкцію до винної особи.
Для цього передбачено різні види санкцій, які дозволяють урахувати умови вчинку і індивідуальність винної особи.
Принцип доцільності передбачає обов'язок вирішувати питання про можливість пом'якшення відповідальності або про відмову її застосування, якщо можливо досягти мети юридичної відповідальності без застосування державного примусу.

### Принцип обґрунтованості
Передбачає:
- об'єктивне вивчення обставин справи, збір та оцінку доказів, аргументованість висновку про те, чи винна особа, яка притягується до відповідальності, чи було скоєно правопорушення, чи підлягає застосуванню передбачена санкція;
- визначення конкретної міри покарання, стягнення, відшкодування збитків згідно з критеріями, встановленими законом.

### Принцип гуманізму
Передбачає визначає пріоритет загальнолюдських цінностей, до яких належать права і свободи особи, що мають природний характер і визнаються найвищою соціальною цінністю.
Особи, притягнені до юридичної відповідальності, користуються правами і свободами людини і громадянин. Нормами міжнародного права заборонені жорстокі покарання, які принижують честь і гідність людини, мають характер тортур.
На сьогоднішній зростає кількість країн, які скасували смертну кару.
В країнах, де вона збереглася, смертні вироки виносяться лише за найтяжчі злочини і не застосовуються до вагітних жінок і неповнолітніх.

## Види юридичної відповідальності
Юридичну відповідальність в залежності від ключової ознаки поділяють на такі групи:
- від галузі права, до якої належить юридична відповідальність:
  - Кримінальна відповідальність — застосовується за вчинення злочину.
  - Адміністративна відповідальність — настає за вчинення адміністративного проступку і тягне за собою накладення адміністративного стягнення.
  - Цивільна відповідальність — настає за порушення договірних зобов'язань або заподіяння позадоговірної шкоди. Тягне повне відшкодування завданої шкоди, як майнової, так і немайнової, а також сплату неустойки.
  - Дисциплінарна відповідальність — застосовується за порушення трудової, навчальної, службової, військової дисципліни. Основні заходи цього виду відповідальності — догана або звільнення.
  - Матеріальна відповідальність — настає за шкоду, заподіяну роботодавцю працівником[6].
  - Фінансова відповідальність — платники податків притягуються до фінансової відповідальності за  податкового законодавства, що тягне застосування санкції у виді штрафу та/або пені. Притягнення до фінансової відповідальності не звільняє від притягнення до адміністративної або кримінальної відповідальності за наявності підстав для цього[7].
  - Конституційна відповідальність — наприклад, імпічмент Президента, відставка Уряду.
  - Міжнародно-правова відповідальність — виокремлюють наступні види відповідальності у міжнародному праві:  репарації, реституція, сатисфакція тощо.

- за суб'єктами — державними органами, які застосовують відповідальність;
- в залежності від змісту санкцій:
  - штрафна;
  - правопоновлююча[8].

## Умови, що виключають юридичну відповідальність
Умовами, що унеможливлюють застосування юридичної відповідальності, є:
1. неосудність особи;
2. наявність умов, що виключають суспільну небезпеку (шкідливість) діяння (непереборна сила, необхідна оборона, крайня необхідність, обґрунтований ризик, фізичний чи психічний примус, виконання наказу чи розпорядження, примирення сторін тощо);
3. відсутність у діянні складу правопорушення;
4. збіг строків давності притягнення до відповідальності;
5. видання акту амністії чи помилування, або відміна акту, що встановлював юридичну відповідальність[4].